# 冰雪奇緣3
是一部2027年美國3D電腦動畫歌舞奇幻電影，由華特迪士尼動畫工作室製作、華特迪士尼工作室電影發行。該片是《冰雪奇緣系列》第三部電影，2019年電影《冰雪奇緣2》的續集，也是第66部迪士尼經典動畫長片，由珍妮佛·李編劇和執導，伊迪娜·曼佐、姬絲汀·貝兒、喬納森·格羅夫和喬許·蓋德配音。
《冰雪奇緣3》排定2027年11月24日於美國上映。

## 配音員
- 伊迪娜·曼佐聲演艾莎（Elsa）：艾倫戴爾女王，也是安娜的姐姐，她擁有神奇的冰之力量。
- 姬絲汀·貝兒聲演安娜（Anna）：艾倫戴爾公主，也是艾莎的妹妹，在艾莎逊位後成為阿倫黛爾女王。
- 喬納森·格羅夫聲演阿克（英语：Kristoff (Frozen)）：冰塊收割者，也是安娜的男朋友。
- 喬許·蓋德聲演雪寶（Olaf）：由艾莎製作的雪人。

## 製作
2023年2月，迪士尼執行長勞勃·艾格於2023年第一季度財報會議上宣布正在積極開發《冰雪奇緣3》。喬許·蓋德於不久之後確認他將回歸聲演雪寶。6月，珍妮佛·李透露她將不會回來執導電影。8月，珍妮佛·李於D23上展示了《冰雪奇緣3》的首張概念藝術圖。9月，有消息指出珍妮佛·李將擔任《冰雪奇緣3》的導演，並辭去擔任六年的華特迪士尼動畫工作室創意總監職務，專注於開發《冰雪奇緣3》。此外，她也將擔任該片的編劇以及執行製片人。

## 發行
《冰雪奇緣3》最初定於2026年11月25日於美國上映。2024年8月，迪士尼宣布電影延期至2027年11月24日於美國上映。

## 續集
2023年11月，勞勃·艾格在《早安美國》的採訪中透露，迪士尼正在開發《冰雪奇緣4》。2024年9月，正式確認製作《冰雪奇緣4》，珍妮佛·李回歸編寫劇本。

## 外部連結
- 互联网电影数据库（IMDb）上《冰雪奇緣3》的资料（英文）
- Box Office Mojo上《冰雪奇緣3》的資料（英文）
- AllMovie上《冰雪奇緣3》的资料（英文）
- 豆瓣电影上《冰雪奇緣3》的資料 （简体中文）